# Minine et Pojarsky
Pour plus de détails, voir Fiche technique et Distribution.
Minine et Pojarsky (Минин и Пожарский, Minin i Pozharskiy) est un film soviétique réalisé par Vsevolod Poudovkine et Mikhail Doller, sorti en 1939,.

## Synopsis
L'histoire de la Russie depuis le Temps des troubles, de la lutte pour l’indépendance de la Russie menée par Dmitri Pojarski et Kuzma Minin contre l’invasion polonaise de 1611-1612. 

## Fiche technique
- Photographie : Anatoli Golovnia
- Musique : Juri Chaporin
- Décors : Konstantin Efimov
- Montage : Lioudmila Petchieva, V. Sukhova